# Niccolò Tartaglia

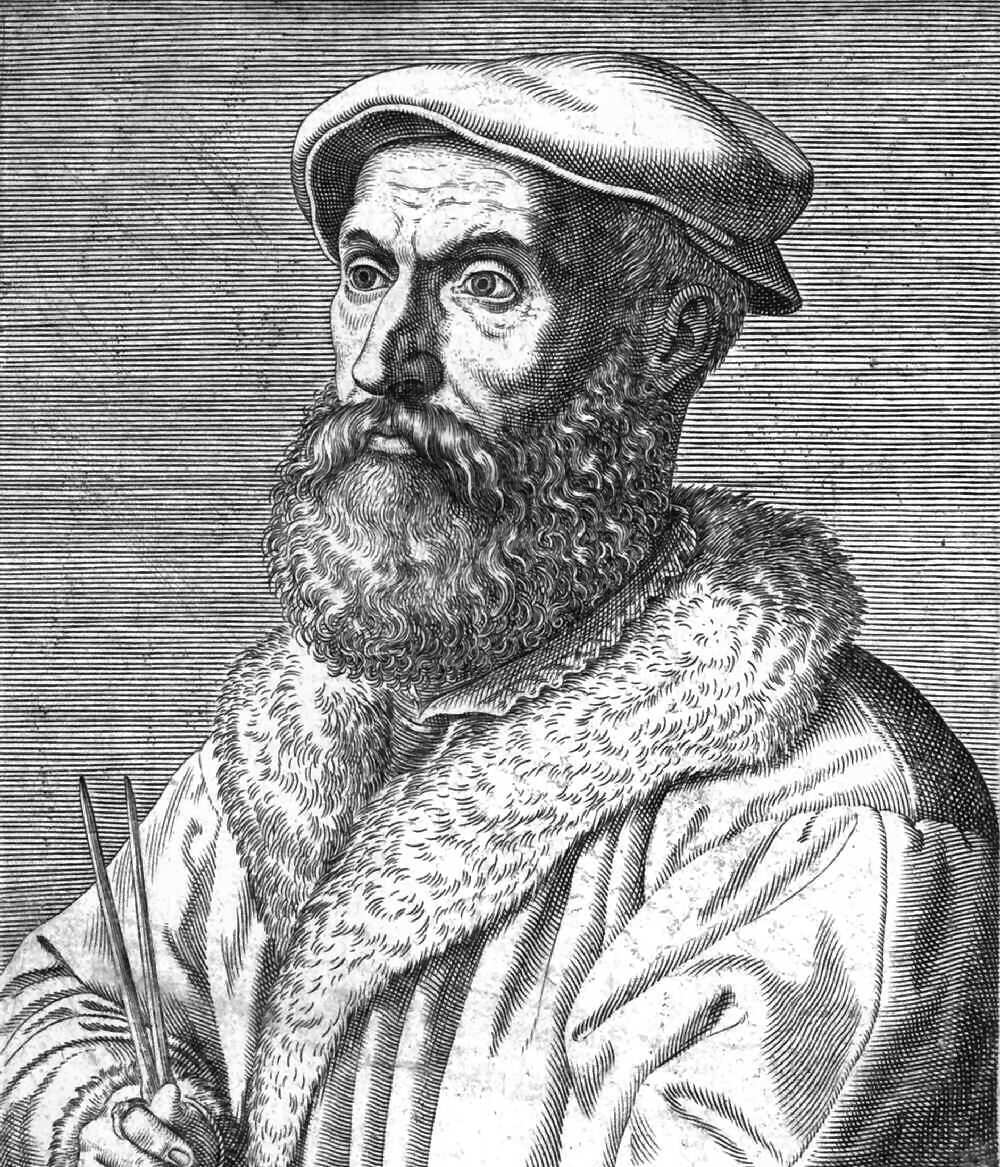
Niccolò Tartaglia

Niccolò Tartaglia [nik:o'lɔ tar'ta:ʎ:a] (* 1499 oder 1500 in Brescia, Italien; † 13. Dezember 1557 in Venedig) war ein italienischer Mathematiker der Renaissance, der für seine Beiträge zur Lösung der kubischen Gleichung bekannt ist.

## Leben
Im 1546 erschienenen Buch Quesiti et Inventioni Diverse („Verschiedenerlei Aufgaben und Erfindungen“) macht Tartaglia Angaben über sich. Demnach war der Vater ein Briefträger zu Pferde und hieß Michele, einen Familiennamen wisse er aber nicht. Zur Frage, warum er sich Tartaglia nenne, erzählt er, dass ihm im Februar 1512, als die Franzosen seine Geburtsstadt Brescia plünderten „und ein furchtbares Massaker anrichteten“, ein Soldat mit Schwerthieben drei Wunden auf dem Kopf und zwei im Gesicht zugefügt habe, so dass er wie ein Monster aussehen würde, würde der Vollbart dies nicht verbergen. Wegen einer Verletzung quer durch Mund und Zähne war er zeitweise nicht in der Lage richtig zu sprechen und stotterte. Andere Kinder gaben ihm den Spitznamen Tartaglia („Stotterer“), den er als Andenken an sein Unglück beibehielt. Damals sei er ungefähr zwölf Jahre alt gewesen. In einem Dokument von 1529 wird ein Nicolo aus Brescia, Meister der Rechenkunst, sicherlich Tartaglia, mit einem Alter von 30 Jahren angeführt. Daraus ergibt sich 1499 als Geburtsjahr.
Im Alter von 14 Jahren lernte Nicolo, wie er weiter berichtete, in einer Schreibschule zwei Wochen lang das ABC bis K, dann ging das Geld aus. Die übrigen Buchstaben brachte er sich mit einem entwendeten Buch selbst bei „und so, von diesem Tag an, war ich nie mehr bei irgendeinem Lehrer, sondern nur in Gesellschaft einer Tochter der Armut genannt Fleiß.“ Mit anderen Worten: Sein ganzes Wissen über Mathematik und Militärkunde erwarb er sich als Autodidakt im Selbstunterricht.
Tartaglia verließ um 1516 Brescia, ging über Crema, Bergamo und Mailand nach Verona, wo er von etwa 1521 bis 1534 wohnte. Danach siedelte er nach Venedig über, wo er mit Ausnahme eines eineinhalbjährigen Aufenthalts in Brescia 1548/49 bis zu seinem Tod 1557 lebte.
Seinen Lebensunterhalt erwarb sich Tartaglia als meist kaufmännischer Rechner und Privatlehrer. Gelegentlich hielt er Vorträge und in der Zeit in Brescia Vorlesungen über Euklids Elemente für ein geringes Salär. Eine Aufstellung seiner armseligen Hinterlassenschaft zeigt, in welcher Dürftigkeit einer der großen Mathematiker der italienischen Renaissance lebte.

## Zum Namen Tartaglias
In all seinen Werken und erhaltenen Dokumenten schreibt Tartaglia seinen Vornamen Nicolo mit einem c und ohne den Akzent auf dem zweiten o. Auch die Behauptung, dass er in Wirklichkeit nicht Tartaglia, sondern Fontana hieß, ist falsch. In seinem im Staatsarchiv von Venedig aufbewahrten Testament wird zwar sein leiblicher Bruder Zuampiero Fontana als Universalerbe eingesetzt, aber das bedeutet nicht zwangsläufig, wie manche Mathematikhistoriker meinten, dass auch Niccolò diesen Familiennamen hatte. Sein älterer Bruder hatte ebenso wie er einen Namen angenommen. Warum gerade Fontana, ist nicht bekannt. In früheren Jahrhunderten gab es viele Menschen, die nur einen Vornamen hatten. Man denke an Leonardo da Vinci – Leonardo aus Vinci, einer Kleinstadt in der Nähe von Florenz. Der öffentliche Notar Rocco de Benedetti, der das Testament verfasste und mit zwei Zeugen beglaubigte, schrieb den Namen des Vaters Michiel da Bressa (aus Brescia, im Dialekt) ohne irgendeinen Familiennamen und den des Erblassers Nicolo Tartaia. Als Amtsperson wäre er verpflichtet gewesen, Nicolo Fontana zu schreiben, wenn der Testator so geheißen hätte. Doch er fand offensichtlich nichts daran, dass die Brüder zwei verschiedene Familiennamen hatten. Auch außen auf dem Akt steht Nicolaus Tartalea, Sohn des Michael aus Brixia (Brescia auf Lateinisch). (Übrigens schrieb Niccolò selbst bis etwa 1550 seinen Namen Tartalea und erst danach Tartaglia.) In keinem einzigen Buch Tartaglias oder einem Dokument über ihn findet sich der Name Fontana. Alle seine Werke tragen den Namen Tartaglia, auf den er offensichtlich stolz war.

## Schriften

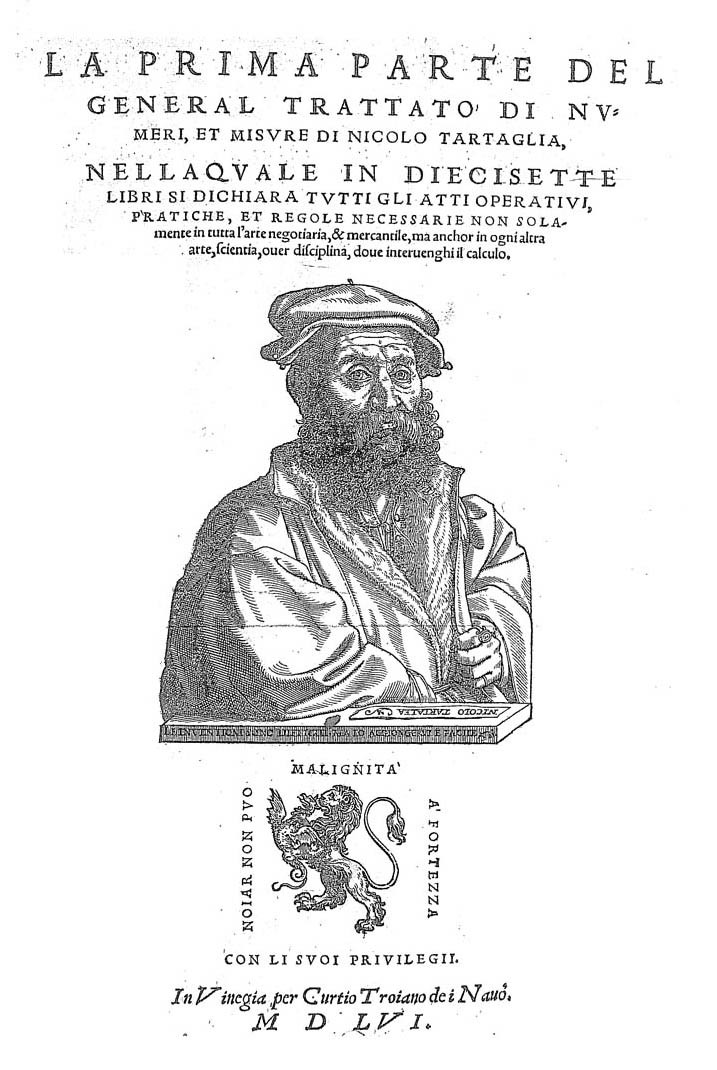
General trattato de' numeri et misure, 1556

Aus seinem ersten, 1537 gedruckten Buch La Nova Scientia über Ballistik ergibt sich, dass Tartaglia der Erste war, der festgestellt hat, dass ein Geschoss seine größte Reichweite hat, wenn es in einem Winkel von 45 Grad über dem Horizont abgefeuert wird.
Im Februar 1543 veröffentlichte Tartaglia die erste Übersetzung der Elemente  von Euklid ins Italienische unter dem Titel Euclide Megarense Philosopho: einziger Einführer in die mathematischen Wissenschaften... nach den beiden Übersetzungen. Der Titel ist falsch, weil Euklid von Megara ein Philosoph war, der ein Jahrhundert vor dem eigentlich gemeinten Mathematiker Euklid von Alexandria lebte. Die zwei dafür von Tartaglia benutzten Übersetzungen, beide lateinisch, stammten von Giovanni Campano, latinisiert Johannes Campanus (1220–1296), gedruckt 1482, und von Bartolomeo Zamberti oder Zamberto (1473-nach 1543), gedruckt 1505. Als Euklidkenner war Tartaglia ein Experte der Grundlagen der Geometrie.

## Die Lösungsformel für kubische Gleichungen
Tartaglia wurde weniger wegen seiner Bücher bekannt, sondern weil er in einen heftigen Streit um die Lösung der kubischen Gleichungen verwickelt war. Heute spricht man von einer einzigen kubischen Gleichung x³ + ax² + bx + c = 0, wobei a, b und c auch negativ oder 0 sein können, doch damals wurden negative Zahlen abgelehnt. Daher unterschied man 13 verschiedene kubische Gleichungen: sieben vollständige, in denen alle Potenzen vertreten sind, drei ohne lineares Glied und drei ohne quadratisches Glied, nämlich in moderner Schreibweise x³ + px = q, x³ = px + q und x³ + q = px. Die dritte dieser Gleichungen hat eine negative Hauptlösung und wurde daher meist nicht behandelt.
Lange hatte man nach einer Lösung der kubischen Gleichungen gesucht. Schließlich hatte der Lektor der Universität Bologna Scipione dal Ferro (1465–1526) um 1505 oder 1515 die Auflösung der ersten beiden Gleichungen ohne quadratisches Glied gefunden, sie aber nicht veröffentlicht. Eine solche Kenntnis war nämlich als Angriffs- oder Verteidigungswaffe äußerst wertvoll in einer Zeit, da die Wiederbestellung eines Universitätslehrers und die Höhe seines Gehalts davon abhingen, wie er bei den häufigen öffentlichen Gelehrtenwettkämpfen abschnitt, in denen sich die beiden Kontrahenten gegenseitig Aufgaben und Probleme stellten.
Rechenmeister trugen solche mathematischen Gefechte ebenfalls aus, und so stellten sich Anfang Januar 1535 auch Tartaglia und sein venezianischer Konkurrent Antonio Maria Fior gegenseitig 30 Aufgaben, die innerhalb von 40 oder 50 Tagen gelöst werden sollten. Fior als Schüler dal Ferros prahlte damit, die Lösung der kubischen Gleichung (modern) x³ + px = q zu besitzen. Alle 30 Aufgaben Fiors waren von dieser Form. Daraufhin strengte sich Tartaglia an und fand am 12. Februar 1535 die Lösungsregel und einen Tag später auch die für die Gleichung (modern) x³ = px + q. Nach seinen Angaben löste er alle Aufgaben Fiors innerhalb von zwei Stunden, während Fior keine einzige lösen konnte.
In den Quesiti berichtet Tartaglia, dass am 2. Januar 1539 ein Buchhändler aus Mailand bei ihm erschienen sei. Er sei von dem Arzt Hieronimo Cardano (1501–1576) geschickt worden, der als ein sehr großer Mathematiker gelte, in Mailand öffentlich Euklid lese und jetzt ein Werk über die Praktik der Arithmetik und Geometrie und über die Algebra drucken ließe. Und weil er gehört habe, dass Tartaglia in einem Wettstreit mit Meister Fior alle 30 Probleme über die Gleichung Cosa und Cubo (die Unbekannte und der Kubus) gleich einer Zahl innerhalb von zwei Stunden gelöst habe, „bittet er, dass Ihr ihm diese von Euch entdeckte Regel schicken möget und wenn es Euch genehm ist, wird er sie in seinem gegenwärtigen Werk unter Eurem Namen veröffentlichen und wenn es Euch nicht recht ist, dass er sie veröffentlicht, wird er sie geheim halten.“ Tartaglias Antwort: „Sagt seiner Exzellenz, dass Sie mir verzeihe, aber wenn ich diese meine Erfindung veröffentlichen will, dann in meinen eigenen Werken und nicht in denen anderer.“
Doch Cardano ließ nicht locker. Er bedrängte Tartaglia brieflich und lud ihn unter dem Vorwand, dass ihn der spanische Statthalter von Mailand sehen wolle, nach Mailand ein und in Cardanos Haus sagte dieser laut Tartaglia am 25. März 1539: „Ich schwöre Euch bei den heiligen Evangelien und als wirklicher Edelmann, diese Eure Entdeckungen niemals zu veröffentlichen, falls Ihr sie mich lehrt.“ Daraufhin verriet ihm Tartaglia den Lösungsweg für alle drei kubischen Gleichungen in Form eines Gedichtes. Und Tartaglia warnte Cardano: „Falls Sie mir das gegebene Ehrenwort nicht halten, verspreche ich Euch, sofort danach ein Buch zu drucken, das Euch nicht sehr angenehm sein wird.“
Tartaglia hätte nun seine Entdeckung veröffentlichen können. Doch tat er es deshalb nicht, weil er für die übrigen zehn kubischen Gleichungen mit einem quadratischen Glied keinen Lösungsweg hatte und auch nicht wusste, was im Falle des (später so genannten) casus irreducibilis zu tun sei, nämlich dem Fall, dass in der Lösungsformel Quadratwurzeln aus negativen Zahlen auftreten.
1539 und 1545 erschien ein Buch Cardanos unter dem Titel Artis magnae sive de Regulis algebraicis Liber unus (kurz Ars Magna), in dem er die Lösungen kubischer Gleichungen ohne quadratisches Glied als Entdeckung Scipione dal Ferros veröffentlichte, aber an zwei Stellen auch Nicolaus Tartalea als zweiten Entdecker angab. In diesem Algebrabuch zeigte Cardano, wie man kubische Gleichungen mit einem quadratischen Glied in solche mit einem linearen Glied verwandeln und dadurch einer Lösung zuführen kann, was Tartaglia nie gelang. Das heißt, in diesem Werk findet man die Anleitungen zur Lösung aller 13 kubischen Gleichungen und auch der Gleichungen 4. Grades, die Cardanos Schüler Lodovico Ferrari (1522–1565) entdeckt hatte.
Tartaglia schäumte vor Zorn wegen des Verrats von Cardano. Und er schrieb 1546 die Quesiti auch deshalb, um Cardano in Aufgabe LX als tölpisch, mit wenig Intelligenz und Vernunft ausgestattet, aus Furcht vor einem zweitklassigen Rechenmeister zitternd, als armen Tropf und unfähig, leichte Aufgaben zu lösen, zu schmähen. Daraufhin trat Lodovico Ferrari auf den Plan, um seinen früheren Lehrer zu verteidigen. Am 10. Februar 1547 richtete er die erste Flugschrift (italienisch: cartello) als Herausforderung an Tartaglia und versandte sie an zahlreiche prominente italienische Persönlichkeiten, die er am Ende des zwölfseitigen Pamphlets aufzählt. Der damals 25-jährige Ferrari forderte Tartaglia zu einem Wettstreit über Geometrie, Arithmetik und alle davon abhängigen Disziplinen.
Die beiden Kontrahenten wechselten sechs Cartelli und sechs Risposte (Antworten). Die letzte ist von Tartaglia, der damals bereits in Brescia weilte, auf den 24. Juli 1548 datiert. In der zweiten Antwort gibt Tartaglia 31 Aufgaben, im dritten Cartello Ferrari ebenso viele. Beide erklärten später, dass der Gegner sie nicht oder nicht richtig gelöst habe.
Im zweiten Cartello, dem einzigen auf Lateinisch, berichtet Ferrari, dass er 1542 Cardano nach Bologna begleitet habe und sie dort Annibale della Nave besucht hätten, der ihnen ein schon vor längerer Zeit geschriebenes Büchlein von der Hand seines vor 16 Jahren verstorbenen Schwiegervaters Scipione dal Ferro zeigte, in welchem jene Erfindung, elegant und sachkundig erklärt, mitgeteilt wurde. Cardano fühlte sich daher nicht mehr an seinen Schwur gebunden. Ferrari: „Wenn du Cardanus nicht zugestehst, dass er deine, erlaubst du wohl wenigstens, dass er uns die Erfindung anderer lehre?“ Viele Mathematikhistoriker, die dieses Detail nicht kannten, verurteilten Cardano wegen seines Wortbruchs.
Tartaglia unterrichtete von März bis Ende Juli 1548 in Brescia Euklid. Als die Hörer zur Ernte aufs Land fuhren, entschloss er sich, den Austausch von Flugschriften mit Ferrari zu beenden und sich zu einem öffentlichen Streitgespräch mit Cardano und Ferrari nach Mailand zu begeben. Doch Cardano, der sich schon bisher aus der Diskussion herausgehalten hatte, verließ Mailand und so standen sich nur Tartaglia und der geniale Mathematiklektor Ferrari am 10. August 1548 in der nahe dem späteren Opernhaus Teatro alla Scala gelegenen Kirche Santa Maria del Giardino gegenüber. Die Mehrzahl der Zuhörer war auf der Seite Ferraris, doch nicht nur deshalb zog Tartaglia den Kürzeren.
Im Mai 1551 veröffentlichte Tartaglia ein Buch von nur 38 Seiten, die Allgemeine Regel, um mit Vernunft und Maß nicht nur jedes versunkene Schiff, sondern auch einen festen Metallturm zu heben, genannt Travagliata Inventione (qualvolle, mühevolle Erfindung). Gleichzeitig erschienen Erörterungen von Nicolo Tartaglia über seine Travagliata Inventione, ein Buch von 48 Seiten. In der Dritten Erörterung wird der Grund erzählt, seine Erfindung qualvolle Erfindung betitelt zu haben. „Ich habe den Titel gewählt, weil ich unter den größten Leiden und Qualen meines Lebens war, als ich das Hauptthema dieser Erfindung fand“ und dann schildert Tartaglia auf 13 Seiten, wie er bei seinen Euklid-Vorlesungen in Brescia 1548/49 um seine vereinbarte Bezahlung betrogen wurde.
In seinen letzten Lebensjahren in Venedig verfasste Tartaglia ein großes Werk über Arithmetik, Geometrie und Algebra, allerdings nur bis zu quadratischen Gleichungen und ohne ein Wort über kubische, den General trattato di numeri et misure (Allgemeine Abhandlung der Zahlen und Maße) in sechs Teilen, mit vielen bemerkenswerten Details – die beste Mathematikenzyklopädie seiner Zeit. Der Anfang erschien 1556 noch zu Lebzeiten Tartaglias. Die letzten Teile kamen 1560 posthum heraus.

## Schriften
- Noua scientia inuenta da Nicolo Tartalea brisciano ... Venedig 1537, doi:10.3931/e-rara-10432
- Quesiti et inventioni diverse, Venedig 1546, 1554; Ausgabe von 1554: doi:10.3931/e-rara-9183
 Hier wird die Lösung der drei kubischen Gleichungen ohne quadratisches Glied beschrieben.
- General trattato di numeri e misure di Nicolo Tartaglia, nella quale in diecisette libri si dichiara tutti gli atti operatiui, pratiche, et regole necessarie non solamente in tutta l'arte negotiaria, & mercantile, ma anchor in ogni altra arte, scientia, ouer disciplina, doue interuenghi il calculo, Venedig 1556–60, 6 Teile in 3 Bänden
- Opere del famosissimo Nicolo Tartaglia cioe Quesiti, Trauagliata inuentione, Noua scientia, Ragionamenti sopra Archimede ... Venedig 1606

## Belletristik
- Dieter Jörgensen: Der Rechenmeister. Rütten & Loening 1999. Roman, der auf dem Leben Tartaglias beruht.